# Соколовац (Румунија)
Соколовац (рум. Socol) је насеље и седиште истоимене општине, која припада округу Караш-Северин у Румунији. Швабе су током једног пописа село по обичају неправилно написали као Сакаловац, а ондашњи Срби су то име почели без разлога користити. Змај се 1881. године нашалио у свом листу, да име Соколовац значи "сваки је соко ловац". Насеље је значајно по присутној српској националној мањини у Румунији.

## Положај насеља
Село Соколовац се налази на месту ушћа реке Нере у Дунав, у румунском делу Ђердапа (код месних Срба познат као Банатска клисура). Изнад насеља издижу се Банатске планине.

## Историја
Место се први пут помиње 1472. године. Пописом из 1717. године види се да је Соколовац имао тада 26 кућа. По "Румунској енциклопедији" после 1722. године дошли су колонисти Немци, а масовно досељавање Срба са границе Србије и Босне (Подриње) 1738. године довело је српске већине, која је остала до наших дана. Царски ревизор Ерлер 1774. године бележи "Sakalovez" као граничарско место, већином насељено Србима, у Јасеновачком округу. Соколовац је био војна штација у склопу Илирско-банатске регименте. Из 1844. године познати су нам неки соколовачки подофицири, као претплатници једне српске књиге: скупљач претплате Александар Јовановић граничарски фелватурм (економски) каплар, Теодор Јовановић фурир, и каплари Алекса Вулетић, Павле Бурмаз, Арсеније Ђуришић, Василије Петровић, а други месни службеници су Живан Милосављевић солар и Никола Милин шумар. Парохијско звање је уведено и православне црквене матичне књиге се воде од 1778. године. Парохија је била 1846. године у саставу Паланачког протопрезвитерата, Вршачке епархије. Број становника Соколовца је средином 19. века благо растао. Тако је 1847. године пред мађарску буну ту живело 970 православаца, а две деценије потом, 1867. године има их 1065. По митрополијском попису из 1865. године у Соколовцу има 1610 Срба, то је једна парохија средње треће класе, а Румуни се не помињу.
Између два рата београдске новине "Време", су забележиле два несрећна случаја везаних за пожар у Соколовцу. Прво је почетком октобра 1927. године букнула ватра у Соколовцу, који се налази преко границе у Румунији. Горело је много сламе, сена, кукуруза и наслаганих сувих дрва и претио пожар селу. Ватрогасци из југословенског Баната, из Беле Цркве су прешли границу, и успели да угасе пожар, на чему су им се румунске власти захваљивале. Десет година касније, у Соколовцу у кући ратара Милана Шурке првих дана јануара 1937. ватра је из огњишта дохватила малу девојчицу Даницу, која је оставши сама у кући, изгорела.
Као претплатник хумористичког новосадског часописа "Стармали", 1889. године био је бележник у општини Соколовац, Гавра Радмиловић.
Доктор богословије, права и филозофије др Емилијан племенити Радић, рођен у Врачев Гају, потписивао се предикатом "от Соколовца". Емилијан је био наводно руског порекла, и један од последњих представника племићке породице, која је заслуге стекла у Мохачкој бици. Он је испитани професор свештених и световних наука, Вршчанин, православни протосинђел јеромонах, који 1896—1900. године борави у манастиру Војловици. Био је 1900. године аутор нове књиге: "Начело православног црквеног јединства", издате у Панчеву. Када је умро још млад, његова мајка удова Катарина Радић "от Соколовца" је посредством српског Министарства просвете и црквених послова, поклонила синову личну библиотеку - Универзитету у Београду 1909. године. За сина је навела у завештајном писму да је он био поред свих учених титула и "кнез соколовачки".
По српском извору из 1905. године Соколовац је мала општина у срезу Нова Молдова, у којој живе искључиво Срби, њих 1.553 становника у 318 домова. Од јавних здања ту су православна црква и комунална школа. Функционише поштанска агентура, телефон и жељезничка станица.
Године 1777. овом насељу припојена је Округлица.

## Становништво
По последњем попису из 2002. године село Соколовац имало је 789 становника. Последњих деценија број становника опада.
Село је од давнина било било претежно српско, што је сачувано до данас, али је удео Срба у сталном опадању. Национални састав на појединим пописима био је следећи:
| Година пописа | 1910. год.    | 1992. год.  | 2002. год.  |
| Укупно ст.    | 1.995         | 840         | 789         |
| Срби          | 1.585 (79,4%) | 647 (77,0%) | 532 (67,4%) |
| Румуни        | 88 (4,4%)     | 184 (21,9%) | 249 (31,6%) |
| остали        | 322 (16,1%)   | 9 (1,1%)    | 8 (1,0%)    |

## Религија
Православна црква није регистрована приликом визитације 1757. године. Помиње се 1787. године као брвнара покривена шиндром, којој требају поправке. Две године касније 1789. године забележено је да село нема цркву, већ да се служба одвија у школској згради. Нови, данашњи храм посвећен празнику пренос моштију Св. Николе, освећен је готов 1811. године, а комплетно обновљен биће после сто година 1911. То није било довољно, па су грађевинари радили на њој и 1937. године. По огласу из 1899. године произилази да се на соколовачком храму и више од тога радило. Тако је тражила тамошња црквена општина да се: оправи црква споља, изнова покрије шиндром, а црквени торањ лимом, а вредност радова да не пређе 1632 ф. по предрачуну. На црквеном торњу су три звона брујала. Парох Прока Милошевић је био црквени председник тада. Он је мимо црквених правила, 1876. године венчао Мијаила Богићевића и његову блиску рођаку Катарину Константиновић. Иконостас је осликао 1842-1843. године живописац Арсеније Петровић. Када је темељно оправљена црква почетком 20. века, иконостас је дотериван кичицом Ђорђа Путника и Николе Станковића. Као молер 1911. године среће се и Јован Путник, али се не зна шта је допринео. Сеоска заветина се слави поред црквене, и то је празник Св. пророка Илије. Месно православно парохијско звање је основано 1777. године, а црквене матрикуле се воде од 1778. године.
Соколовачки парох је 1825. године, био Нестор Витомировић. Село је 1846. године имало 970 православних становника, у једној парохији, чији је парох тада био Теодор Милосављевић. Миросављевић је био парох и 1835. године, када је претплатник српског часописа. 
Српска православна црквена општина уписала се 1891. године за члана Матице српске у Новом Саду, приложивши 10 ф. У Београду је априла 1898. године давало концерт Певачко друштво из банатског Соколовца. Певали су сељаци и сељанке из тог села и то у дупке пуној, највећој сали у Београду, на Булевару. Највеће заслуге има парох Прока Милошевић који их је певању и појању научио. Чланови вршачке епархијске скупштине 1906. године постали су парох Прока Милошевић (који је и црквени председник 1899) и световњак Лека Драшковић из Соколовца.
Године 1905. постоји црквена општина, скупштина је редовна под председништвом Леке Драшковића. То је православна парохија четврте платежне класе, а парох је поп Прокопије Милошевић који у месту служи 28 година. Парохијски дом има, парохијска сесија износи 33 кј, а црквено-општински посед земље је од 142 кј. Постоји српско православно гробље на којем је најстарији споменик из 1777. године.

## Образовање
Народна основна школа у Соколовцу је 1846. године имала 60 ученика, којима је предавао учитељ Марко Јанковић. Соколовачка основна школа је од 1871. године комунална. Школско здање је једно грађено 1902. године по пропису. Учитељско тело чине учитељи Никола Бесерђан и Светозар Ђукулија. На редовну наставу је долазило 146 ђака, а у пофторну школу 48 старијег узраста.
Соколовчан Александар Поповић похађао је Карловачку српску гимназију, други разред 1858. године. Његов брат Атанасије Поповић био је у трећем разреду. Ђорђе Брашован син соколовачког свештеника Васе, завршио је сомборску Препарандију 1888. године. Зорка Поповић, свршена приправница Сомборске препарандије, положила је завршни испит 1895. године.

## Познате личности
- Миодраг Белодедић, бивши румунски фудбалер српског порекла, освајач купа шампиона у фудбалу 1986. године са Стеауом и 1991. године са Црвеном звездом.[16]